# دولت سی و چهارم دایل ایرین
سی و پنجمین دولت ایرلند در ۲۳ ژانویه ۲۰۲۵ پس از انتخابات عمومی سال ۲۰۲۴ تشکیل شد. این یک دولت ائتلافی از فیانا فایل و فاین گیل با مشارکت نمایندگان مجلس مستقل در رتبه وزیر دولت است.

## مذاکرات تشکیل دولت
تشکیل دولت به دنبال مذاکرات بر سر برنامه‌ای برای دولت ائتلافی فیانا فایل، فاین گیل و گروه مستقل منطقه‌ای (گروهی از سیاستمداران مستقل به رهبری وزیر دولت سابق مایکل لوری) صورت گرفت. رهبر فیانا فای مایکل مارتین به عنوان تی‌شاخ و رهبر فاین گیل سیمون هریس به عنوان تی‌شاخ خدمت خواهد کرد. توافق شد که دولت تا نوامبر ۲۰۲۷ ادامه داشته باشد و پس از آن پست‌ها به صورت چرخشی تغییر می‌کنند و رهبر فاین گیل دولت جدیدی را به عنوان تی‌شاخ تشکیل می‌دهد و فیانا فایل به عنوان معاون دولت خدمت می‌کند. این دومین بار است که فیانا فایل و فاین گیل در یک دولت شرکت می‌کنند، ادامه دولت ائتلافی که در سال ۲۰۲۰ تشکیل شد و مستقل‌ها جایگزین سبزها شدند.